# Kapcsos korpafű
A kapcsos korpafű (Lycopodium clavatum) kis termetű évelő növény, a korpafüvek törzsének egyik legelterjedtebb faja.

## Elterjedése
Ausztrália és Óceánia kivételével az egész Földön elterjedt. Több alfaja és változata ismert. A Mátrában megtalálhatóak állományai.

## Élőhelye
A hegyvidéken gyakori: nedves réteken, fenyvesekben, fenyéreken, csarabosokban.

## Jellemzői
Földön kúszó, villásan elágazó szára az 1,5 m hosszt is elérheti 5–15 cm hosszú, felálló vagy felemelkedő ágakkal. Pikelyszerű, sűrűn álló, hegyes végű és egy színtelen szőrben végződő levelei 3–5 mm hosszúak. Villásan elágazó, vékony, fehér gyökerei a szár alsó oldalából erednek. Az általában kettesével álló, 2–3 cm hosszú sporofillum-füzéreket sárgásbarna pikkelylevelekkel borított, felálló szárrész kapcsolja a hajtásokhoz. Spóráit július és szeptember között szórja ki.

## Felhasználása
Gyógyászatban: Test- és hajhintőporok alkotórésze. Csapott kávéskanálnyi adagokban, vízzel lenyelve vizelethajtó és a krónikus székrekedés ellen is jó.
Látványtechnikában: a korpafű spóráját görögtűz készítésére, valamint színpadokon hirtelen eltűnő láng  fellobbantására is alkalmazzák.

## Képgaléria

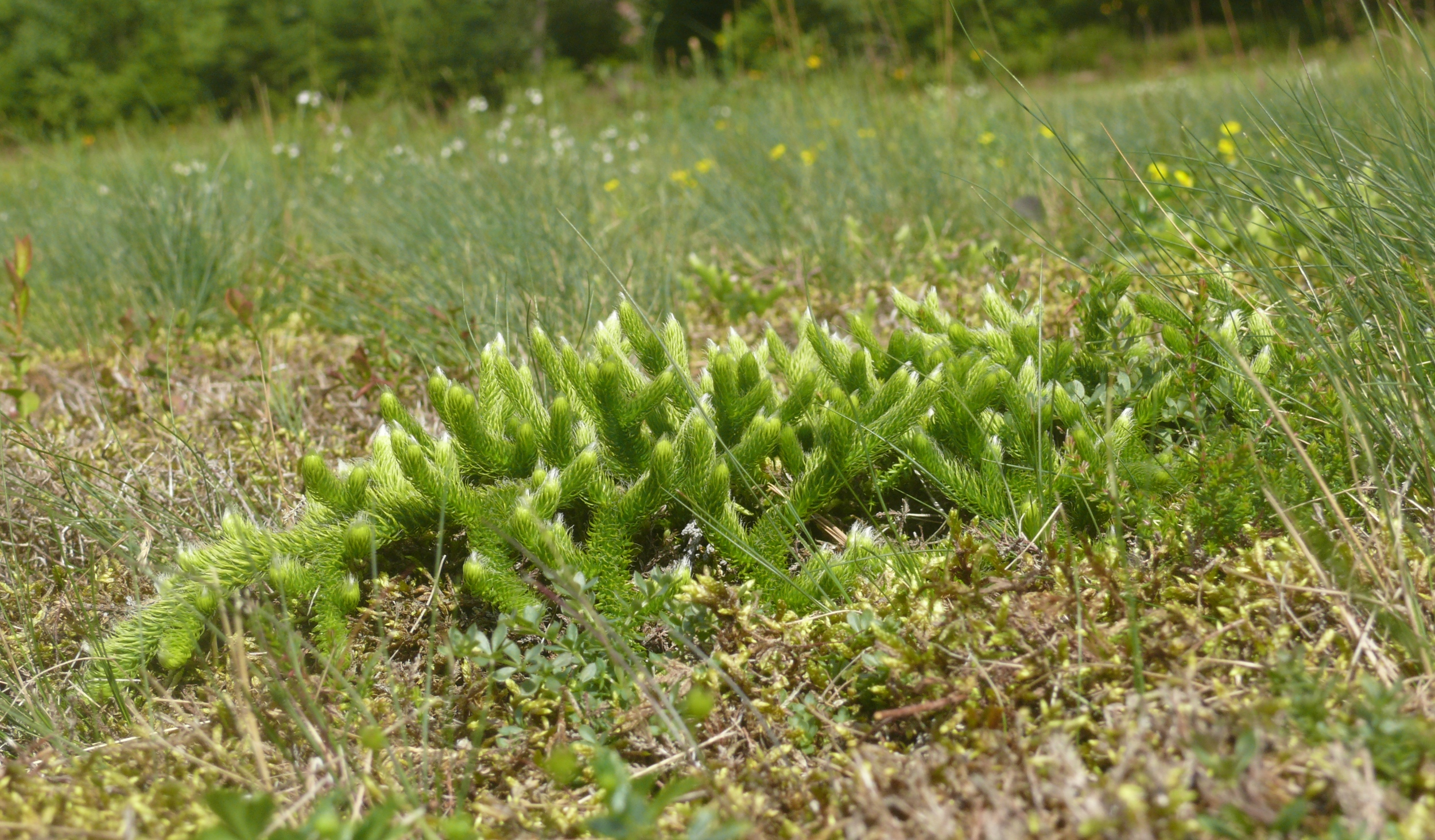
Fiatal hajtások
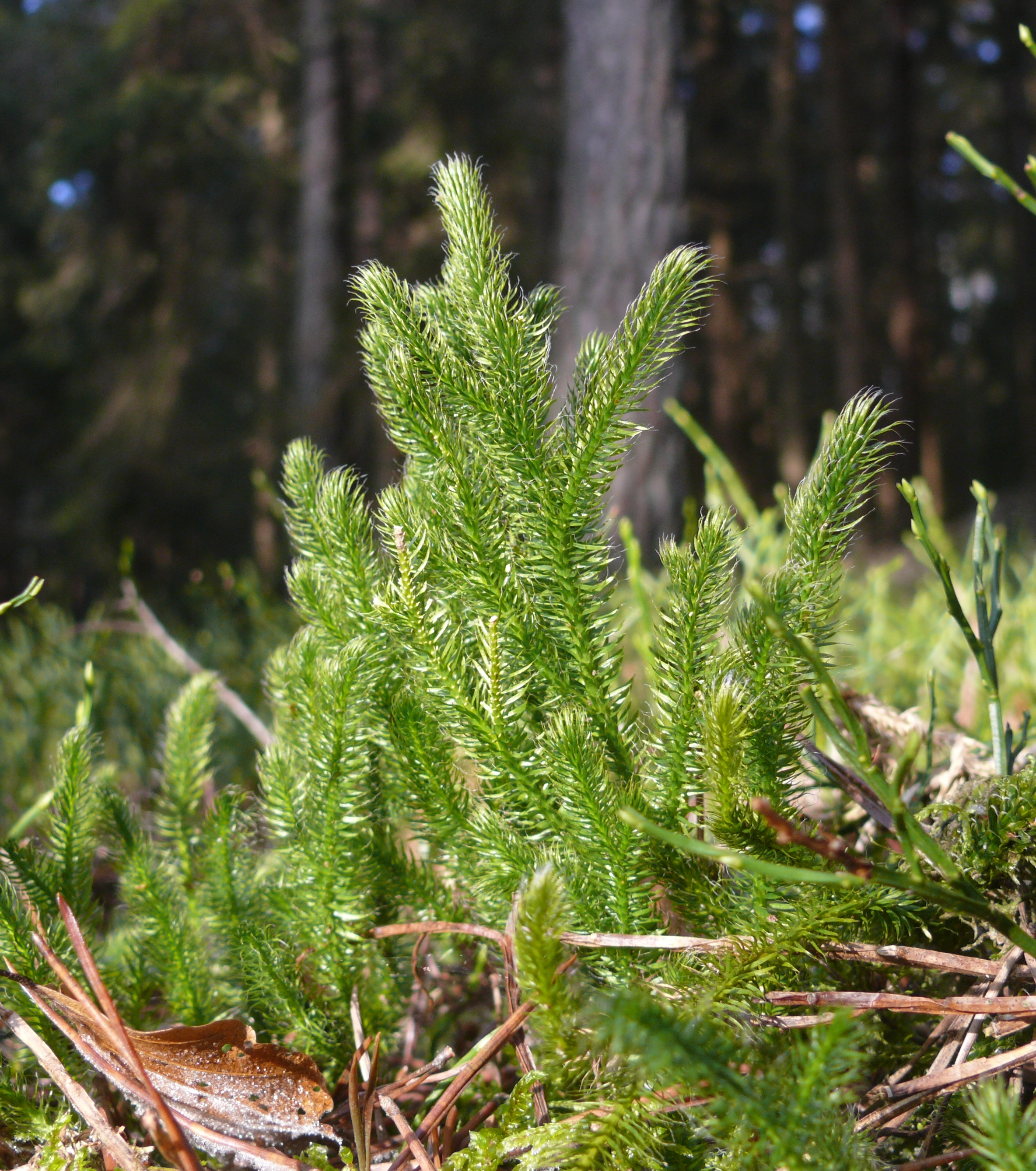
Levelei
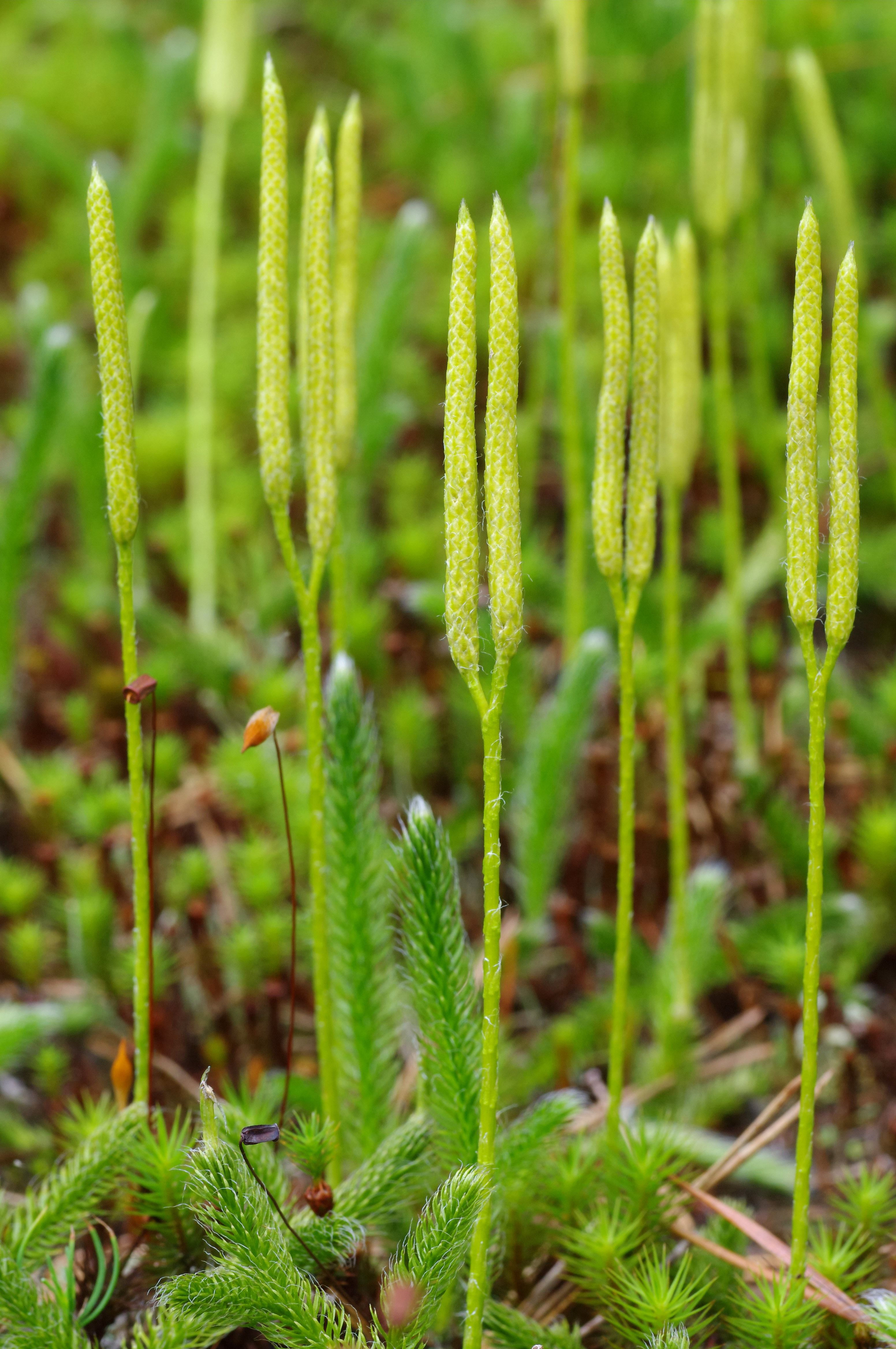
Virágzó növény
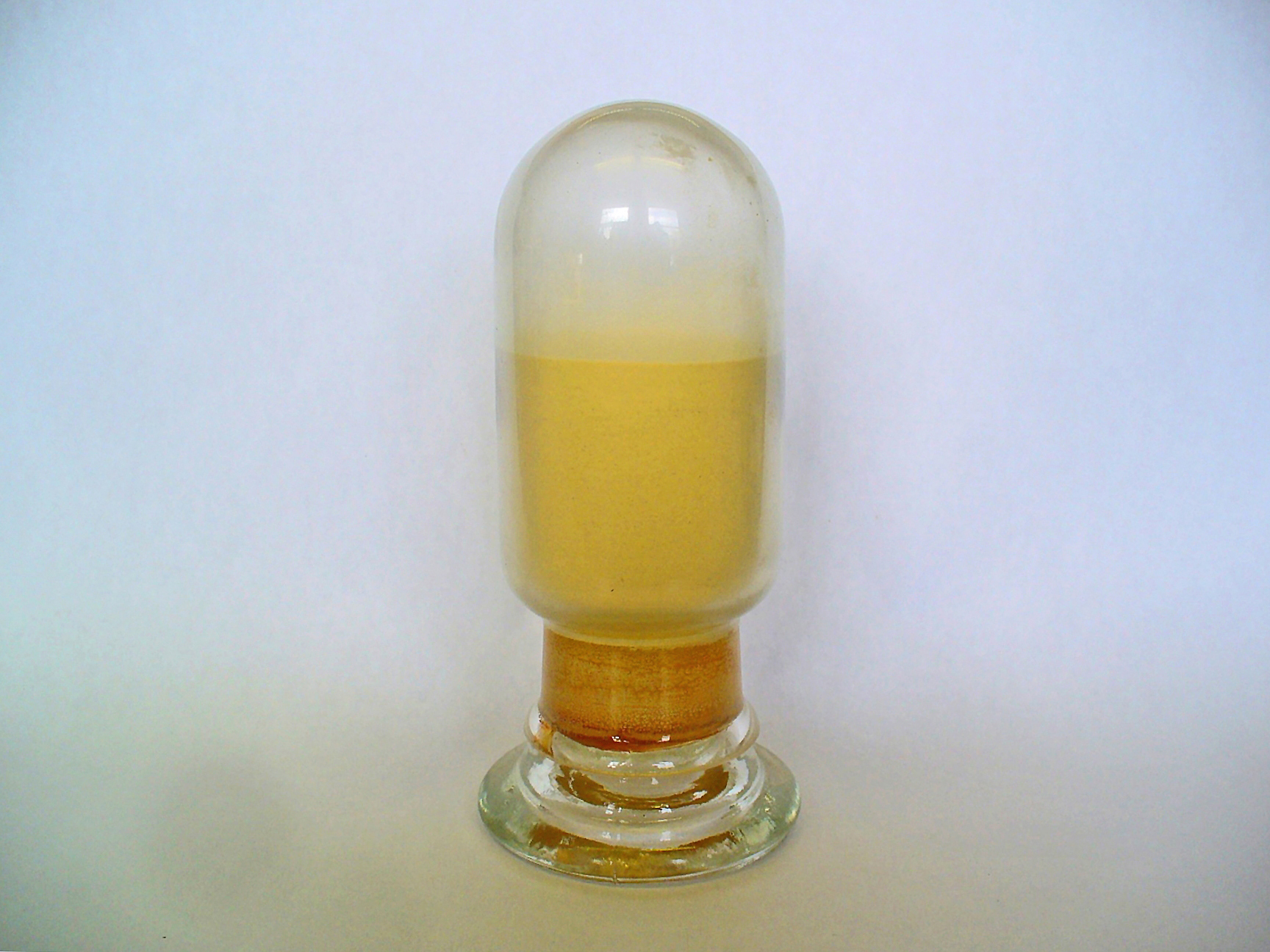
Spórái homeopátiás szerként

## Fordítás
Ez a szócikk részben vagy egészben  a   Lycopodium clavatum című angol Wikipédia-szócikk fordításán alapul.  Az eredeti cikk szerkesztőit annak laptörténete sorolja fel. Ez a jelzés csupán a megfogalmazás eredetét és a szerzői jogokat jelzi, nem szolgál a cikkben szereplő információk forrásmegjelöléseként.